# 楊布里科斯
楊布里科斯（Iamblichus，約250年—約330年），有時被稱為卡爾基斯的楊布里科斯（Iamblichus of Chalcis）。
楊布里科斯是新柏拉圖主義哲學的重要人物，該學派敘利亞分支的創始人。他致力把新柏拉圖主義創始人普羅提諾的哲學，和各種宗教的一切禮拜形式、神話、神祇結合起來，發展成一種神學體系。在新柏拉圖主義者中，他是第一個用巫術和魔法來取代普羅提諾的純精神和靈智的神秘主義。他認為在普羅提諾學說中「善」的同義語「太一」之外，還有一個超出人類認識範圍的、無法形容的「一」。
除了新柏拉圖主義的三種倫理德行（政治的、道德淨化的、模範的）之外，他又加上了一種懺悔祈禱的德行。而居於這四種之上的，是適用於教士的、以及所有人類的統一德行。人們憑這種德行就可以愉快地與「一」結合。